# Ake Lianga
Ake Lianga (Guadalcanal, 1975) es un pintor y serígrafo de las Islas Salomón.

## Biografía
Nacido en la isla de Guadalcanal, desde su infancia le interesó el arte, varios miembros de su familia habían sido tallistas y tejedores, pero en su isla no había clases de arte. En su colegio, ganó la competición del logo de World Food Day de Honiara, y tras la secundaria trabajó haciendo diseños para carteles e impresiones, y como artista mural.
En 1995, ganó la Competición de Arte Contemporáneo del Pacífico Sur, y en 1996 la competición pictórica de la Commonwealth Foundation. y comenzó a estudiar en el  North Island College de Vancouver graduándose en bellas artes en 1999.
Desde su boda en 2001, reside de forma permanente en Canadá.